# لين كوهن
لين كوهن (بالإنجليزية: Lynn Cohen)‏ هي ممثلة أمريكية، ولدت في 10 أغسطس 1933 في الولايات المتحدة. بدأت مشوارها المهني سنة 1965.

## أعمال

### أفلام
- (1993) لغز جريمة قتل مانهاتن[6]
- (2003) عامل المحطة[7]
- (2005) ميونخ[8]
- (2006) الذي لا يقهر[9][10]
- (2007) عبر الكون
- (2008) سينكدوكي
- (2010) الجنس والمدينة 2[11]
- (2014) الإسكافي[12]

### مسلسلات
- الجنس والمدينة

## وصلات خارجية
- لين كوهن على موقع IMDb (الإنجليزية)
- لين كوهن على موقع روتن توميتوز (الإنجليزية)
- لين كوهن على موقع ألو سيني (الفرنسية)
- لين كوهن على موقع أول موفي (الإنجليزية)
- لين كوهن على موقع قاعدة بيانات برودواي على الإنترنت (الإنجليزية)
- لين كوهن على موقع قاعدة بيانات الأفلام السويدية (السويدية)
- لين كوهن على موقع قاعدة بيانات الفيلم (الإنجليزية)
- لين كوهن على موقع كينوبويسك (الروسية)